# Арутюнов, Арам Владимирович
Арам Владимирович Арутюнов (род. 1956) — российский математик, доктор физико-математических наук, профессор факультета ВМК МГУ и РУДН.

## Биография
Окончил физико-математическую школу № 2 г. Москвы (1973). Окончил с отличием факультет ВМК МГУ (1978) и аспирантуру факультета ВМК МГУ (1981).
Защитил диссертацию «Гладкость функции значений оптимального времени в задачах быстродействия» на степень кандидата физико-математических наук (1981).
Защитил диссертацию «Возмущение задач оптимального управления и необходимые условия экстремума первого и второго порядка» на степень доктора физико-математических наук (1988). Присвоено учёное звание профессора (1991).
Работает в МГУ с 1993 г. (по совместительству). Профессор кафедры системного анализа факультета вычислительной математики и кибернетики (1993). В Московском университете читает курс «Многозначный анализ».
Работает в Российском Университете Дружбы народов: доцент кафедры дифференциальных уравнений и функционального анализа (1982—1991), профессор кафедры дифференциальных уравнений (с 1991), заведующий кафедрой дифференциальных уравнений и функционального анализа (с 1997).
С 2019 г. заведующий лабораторией "Оптимальных управляемых систем им. В.Ф. Кротова" ИПУ РАН.
Член редколлегии журналов «Yugoslav Journal of Operations Research», «Fixed Point Theory», «Дифференциальные уравнения», «Journal of Optimization Theory and Applications».
Область научных интересов: теория оптимального управления, теория экстремальных задач, нелинейный анализ. Автор 7 книг и 318 научных статей. Подготовил 13 кандидатов  и 2 докторов наук.